# Méabh De Búrca
Méabh De Búrca (* 11. August 1988 in Galway) ist eine irische Fußballspielerin.

## Karriere

### Verein
Die Mittelfeldspielerin begann ihre Karriere bei Killanin FC und wechselte im Jahr 2000 zu Salthill Devon FC. Sie sammelte nach ihrem Wechsel zu Salthill bereits in ihrer ersten Saison im Alter von 18 Jahren, ihre ersten Erfahrungen im Erwachsenenbereich. Im Jahre 2007 wurde sie erstmals zu den Galway Ladies berufen und gewann den FAI Senior Women’s Cup. Im Frühjahr 2009 verließ De Búrca Irland und ging für ihr Studium in die USA. In ihrer Studien-Zeit spielte sie für die Chargers, das Soccerteam der University of New Haven. In ihrem letzten Jahr an der Uni of New Haven, spielte sie in 13 Spielen nebenbei für die Boston Aztec in der Women’s Premier Soccer League. Am 2. Februar 2012 verkündete sie ihren Wechsel nach Norwegen zum Amazon Grimstad FK.

#### Nationalmannschaft
De Búrca spielte über 30 Juniorenländerspiele für die U-17 und U-19 von Irland. In ihrer Zeit in der irischen U-19 war sie langjährige Mannschaftskapitänin. Sie gab ihr Internationales A-Länderspiel-Debüt im September 2006, in einer 1:0-Niederlage gegen die Italienische Fußballnationalmannschaft der Frauen im Richmond Park. Ein Jahr später spielte sie als Studentin der National University of Ireland, Galway bei der Sommer-Universiade 2007 in Bangkok.

## Persönliches
De Búrca machte im Herbst 2011 ihren Master in Sport Management.